# アーコサンティ

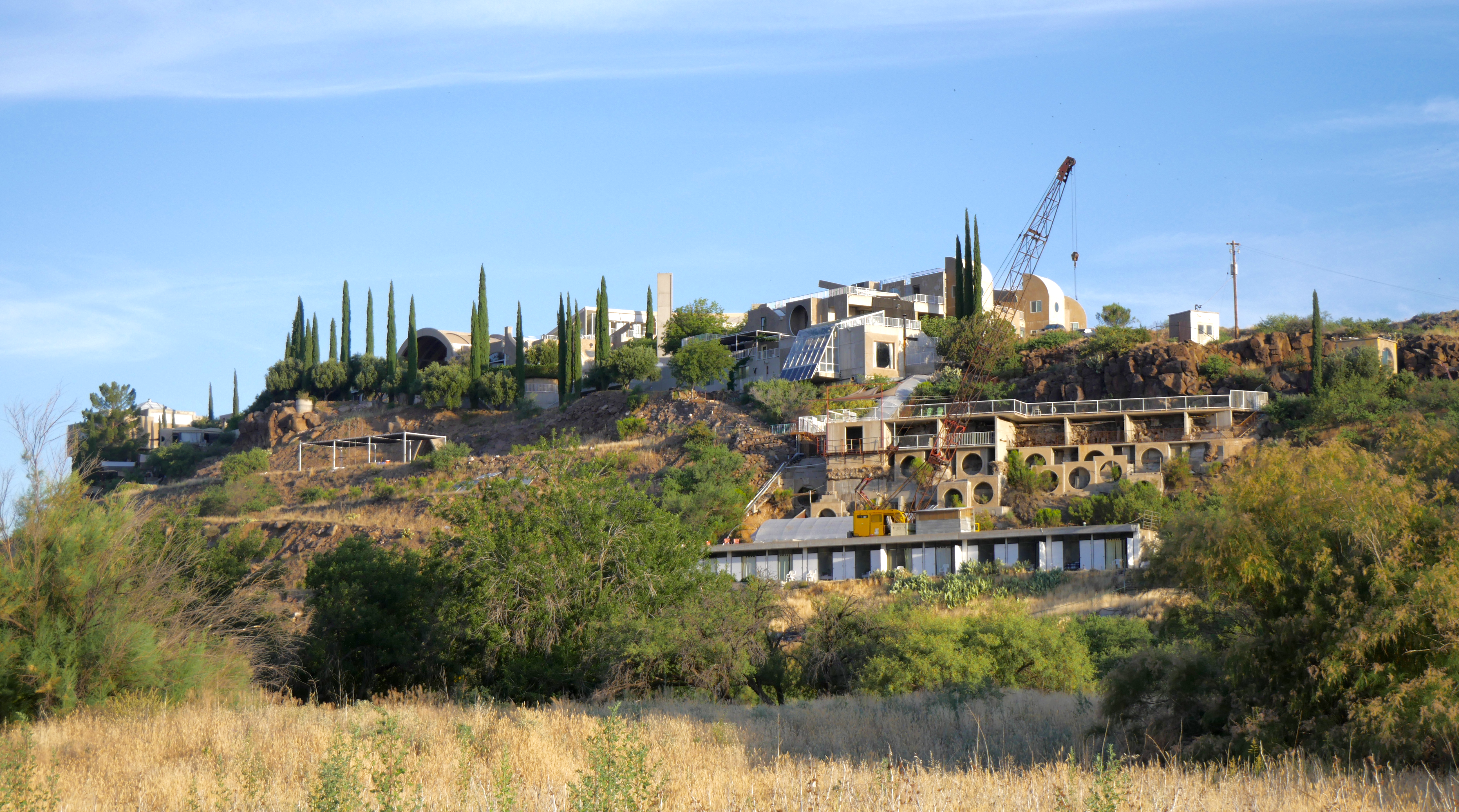
南東からのアーコサンティの眺め。左端の工芸品IIIの建物から右手の前景の客室まで

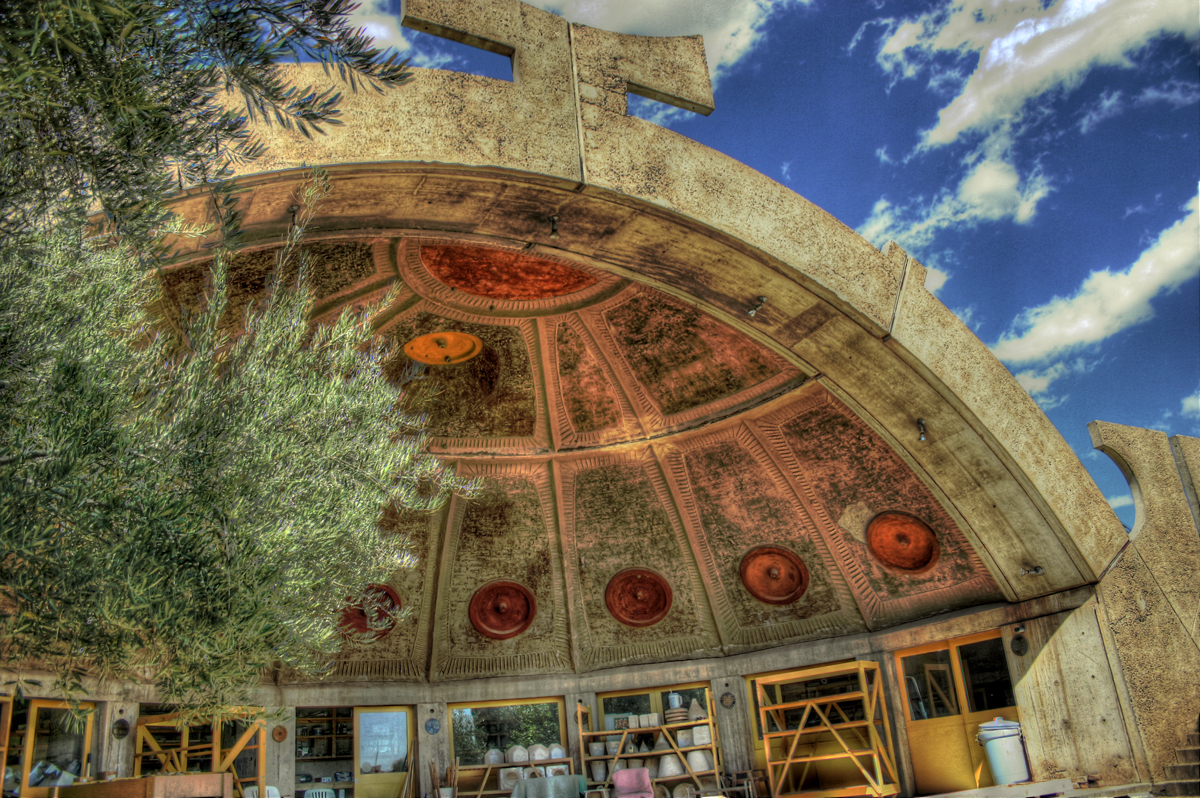
アプス

アーコサンティ（英: Arcosanti）は、アメリカ合衆国のアリゾナ州中央部のヤヴァパイ郡にある、溶融銅の鐘鋳造事業を行っている実験都市。アリゾナ州フェニックスの北方約110km、標高1,130mの砂漠の中に位置する。建築家パオロ・ソレリ（1919–2013 ）が提唱するアーコロジーのコンセプトに基づいて、1970年に建設を開始し、地球への破壊的な影響を最小限に抑えながら都市環境をどのように改善できるかを実証している。彼はそこで提案された「町」を築くためにそこで学び、共に働いた何世代にもわたる建築家や都市デザイナーを教え、影響を与え続けた。 

## 概要
目的は、 建築とエコロジーを組み合わせたアーコロジーの概念を探求することである。このプロジェクトは、社会的相互作用と都市環境のアクセシビリティを、最小限の資源使用と自然環境へのアクセスなどの健全な環境原則と組み合わせることを目的としている。   そしてプロジェクトは25エーカー（10ヘクタール）の4,060エーカー（1,640ヘクタール）の土地保護区に実験的な町を建設している。 
敷地の建設を始めるために1970年に地面を開削し、現在までゆったりペースで続いている。 直近で完了した建物は1989年の竣工  。これまで約40年の期間が費やされ、建設人員は延べ2,000人を越える専門家や学生などが参加している。1回50人から150人の間で変動する傾向があり、その多くは学生やボランティアである。  完成の目途は立っていないが、完成の際には4,500 - 5,000人を収容する都市になる予定である。   現在までに13の主要な建造物が敷地内に建設されています。2001年に設計された1つのマスタープランは、現在の建物を矮小化することになる「Arcosanti 5000」と呼ばれる大規模な複合施設を想定している。 
多くの手法はアーコサンティの設計構築に特有のもの。例えば、傾斜したコンクリートパネルは周囲の地域から取得されたシルトのベッドの中に流し込まれ、コンクリートが風景と溶け込むことができるようにユニークな質感と色を与えている。  多くのパネルは芸術でとらえ埋め込まれた。 ほとんどの建物は太陽の光と熱を捉えるために南向きにされ、屋根のデザインは冬は日照が最大、夏は日照が最小になるようにした。青銅色の鋳造物を保護するために造られる構造は後部、四分の一球または半ドームの形で造られる。  すべての建物レイアウトは、すべての場所への最低限のアクセス可能、社会的相互作用の増大と絆の組み合わせ、および居住者のプライバシーの組み合わせを目標として、大多数の米国の都市に典型的なグリッドよりも複雑で有機的になっている。 
アーコサンティにある既存の建造物は、コミュニティのニーズを満たすためのもので、 5階建てのビジターセンター/カフェ/ギフトショップ。 ブロンズ キャスティング アプス 、2つの大きな樽の金庫室、野外円形劇場周辺の集合住宅および準公共スペースの輪、コミュニティプールその上にもともとソレリのスイートだったアパートであるオフィスコンプレックス、2ベッドルームの「Sky Suite」は、複合施設で最も高い位置を占めている。プール下の部屋のセットと同様に、一晩のゲストのために利用可能で、建物のほとんどにアクセス可能な屋根がある。 

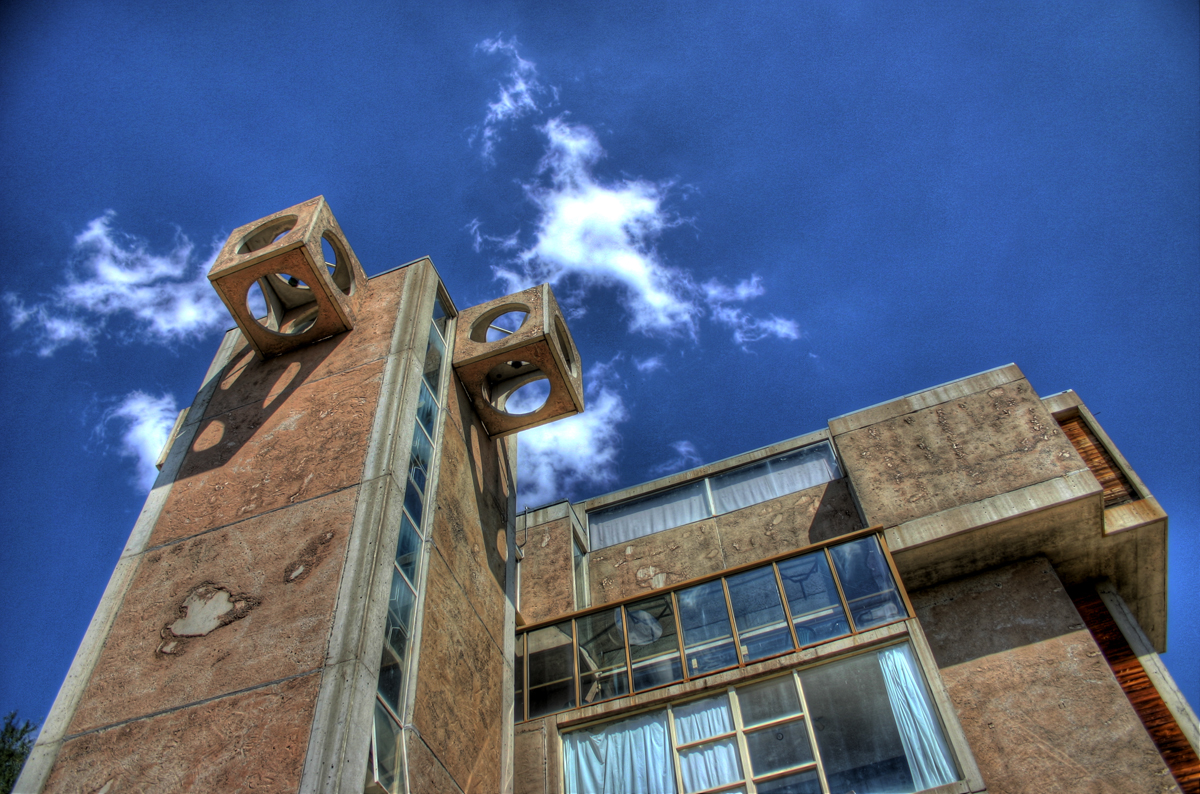
ビジターセンターと住居

アーコサンティには、元の建設作業員によって建設されたキャンプエリアがあり、今日の農業部門の開発に最も興味を示す人々のための住宅として使用されている。 キャンプには小さな温室があり 、庭や2017年3月の時点では栽培されていなかった広い農地に簡単にアクセスでき、冬の植物や庭のスペースを確保するために、本館敷地の斜面に沿ってテラス付きの温室を計画し、建物全体に熱を集めるようにしている。 
アーコサンティは、世界中から集まった学生たちがワークショップやクラスに参加し、継続的な建設を助けるため訪れ、主に教育センターとして構想されている。年間4万人の観光客が訪れる。   観光客はサイトのガイド付きツアーに参加したり、宿泊施設で一晩滞在するように予約することができる。 
アーコサンティからの資金の一部は、現場で粘土と青銅から作られて鋳造された鐘の販売から来ている。追加の資金は、寄付と、最大5週間続くワークショップのための料金でまかなう。 現在のアーコサンティ建設の多くは、ワークショップ参加者とボランティアによって行われている。    アーコサンティの平均給与は最低賃金である。 

## ワークショップ
1970年以来、参加者たちはワークショップに参加することによってアーコサンティの構築を手助けするようになっていった。標準的な5週間のワークショップで彼らはパオロ・ソレリとアーコロジーデザインの原理についての講義に参加しながら、建設を支援することで実践的な学習経験を積んでいく。  このプログラムは芸術、工芸、建築そして都市計画に興味を持っている多くの人々を魅了、それは哲学、社会学、科学、そして農業に興味を持っている人々にも関係があるからである。 

## 歴史
1956年 -  パオロとコリー・ソレリがアリゾナ州Paradise Valleyの土地を購入し、その上にコサンティスタジオが建設された。彼らの最初の公式活動は1959年に開始された。 
1969年：Arcosanti -  Soleriは、ワシントンのCorcoran Galleryでの1970年に開催された展覧会に付随してMIT Pressが発行したThe City in Manのイメージで詳述されたが、この本は、Arcologyの概念とさまざまな設定に対するそのデザインバリエーションを開発している。 この演習の最後（30番目）の例として紹介されたアルコサンティは、もともと1,500人の比較的小さな人口を収容することを計画していた。物理的な建設は1970年に開始された。 
1975-1977：Two Suns Arcosanti - ゼロックスコーポレーションは、代替エネルギー源を採用した持続可能な都市の生息地を示唆する一連の新しいアルコロジーデザインを特集した、ソレリ展のスポンサーになる。このプロジェクトは「 Two Suns Arcology：太陽によって活気づける都市」と呼ばれる。マスタープランは、この方法論を反映して大幅な見直しを行う。翌年、Plant Showの会場は、ソレリにデザインをアップデートするための追加資金を提供。 予測人口は5,000人に増加。 
1978年 ：現場で行われた祭りの間に、駐車場として使われていた場所で草の火が燃え、180台以上の車が損傷を受けたり破壊されたりした。   

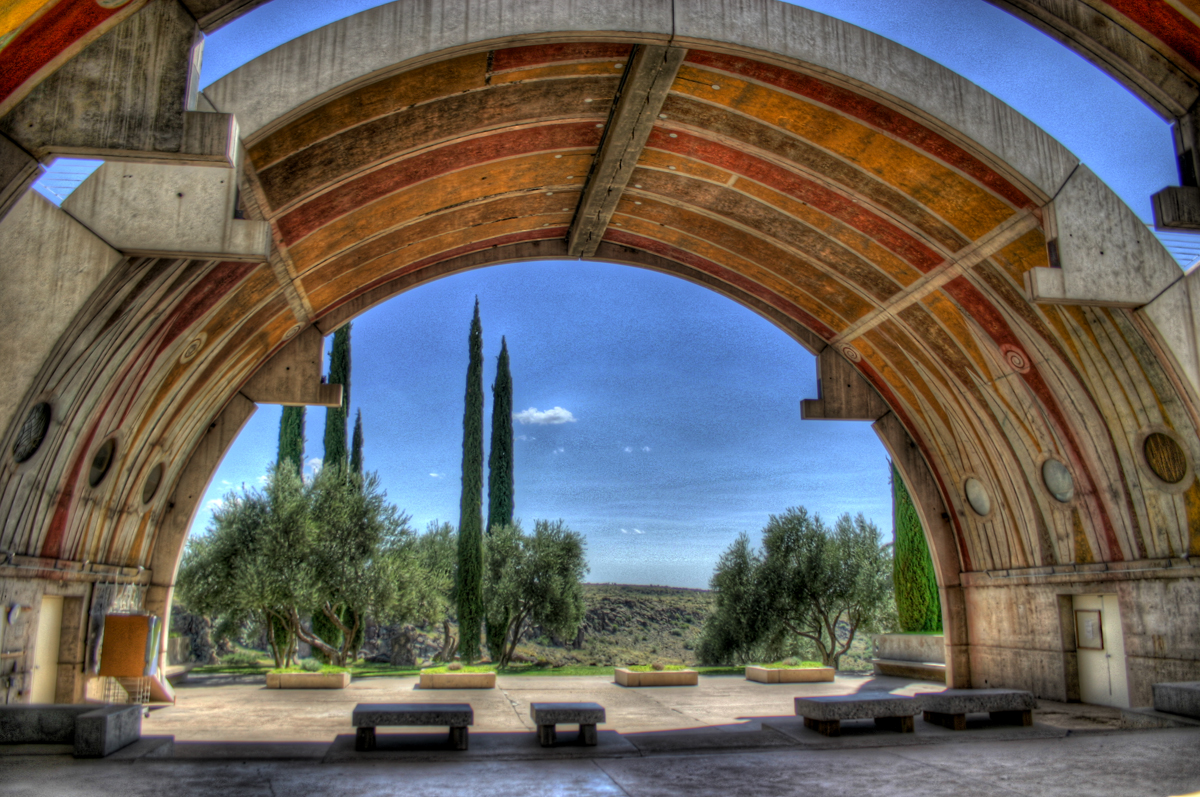
ヴォールト

1980年：クリティカルマス - 最初のプロトタイプのアークロジーの製作から10年が経って、プロジェクトの勢いを増すために開発の調整が行われた。  クリティカルマスの概念は、予測人口5,000人の10％を収容するための段階的な段階として導入され、さまざまな設備を提供する一連の小規模な建造物は、実行可能なコミュニティをサポートするように設計されている。これは次の大きなステップであるアーコサンティの完成をサポートすることを目的としていた。 
2001年：Arcosanti 5000 -  "Arcosanti 2000"のスーパークリティカルマスから "Nudging Space Arcology"のデザイン要素が追加されたArcosanti 5000は、7段階の切頭されたスーパーアプス構造を特徴としている。それは5,000人のためのこのプロトタイプarcologyの性質を再確立しているが、この設計は開発中で、建築上および構造上の解決を待っている。 
2009年：パオロソレリ生誕90周年記念式典と同窓会の再会 - パオロソレリ生誕90周年をアーコサンティで祝う。  公式スケジュールは6月19日に始まり、この初日は卒業生に捧げられ、継続的なイベントには、Kundaliniヨガ、朝の鐘彫りのワークショップ、サイレントオークション、そしてCritical Massの最新レンダリングを含む展覧会などがあった。 祭りは、鋳造所で青銅色の注ぎ、それに続いてヴォールトでのテクノパーティー、そして陶芸の道でのステージでの公演で夜まで続いた。 
ソレリの誕生日のお祝いは土曜日に取り開かれ、出席者は豪華な「質素なスープ」に参加。   ドキュメンタリー映画製作者のGeoffrey Madejaが短いビデオを発表。  田村富明は、パオロの生涯と作品、そして特にパオロのために振り付けられた絵を視覚的に表現。  その夜の最後の公演はFlam Chenによって、まばゆいばかりの火、光、そして極端な高さを含む一連のアクロバットで祝福。  
2011年： 2011年7月14日、Cosanti Foundationは創設者ソレリが会長兼CEOに就任したことを発表した。 「他にも達成したいことがある」と92歳のソレリは語った。  「財団の管理とその主要プロジェクトである都市研究所アーコサンティを次世代に任せる準備ができています」その世代はボストンの建築家ジェフ・スタイン 、 AIAによって運用されることであった。スタインのアーコサンティに対する提案は、次のようなものから始まった。円形劇場のための天蓋;改装されたコマーシャルベーカリーPaolo Soleriの建築モデルコレクション用の収納ユニット、など。 

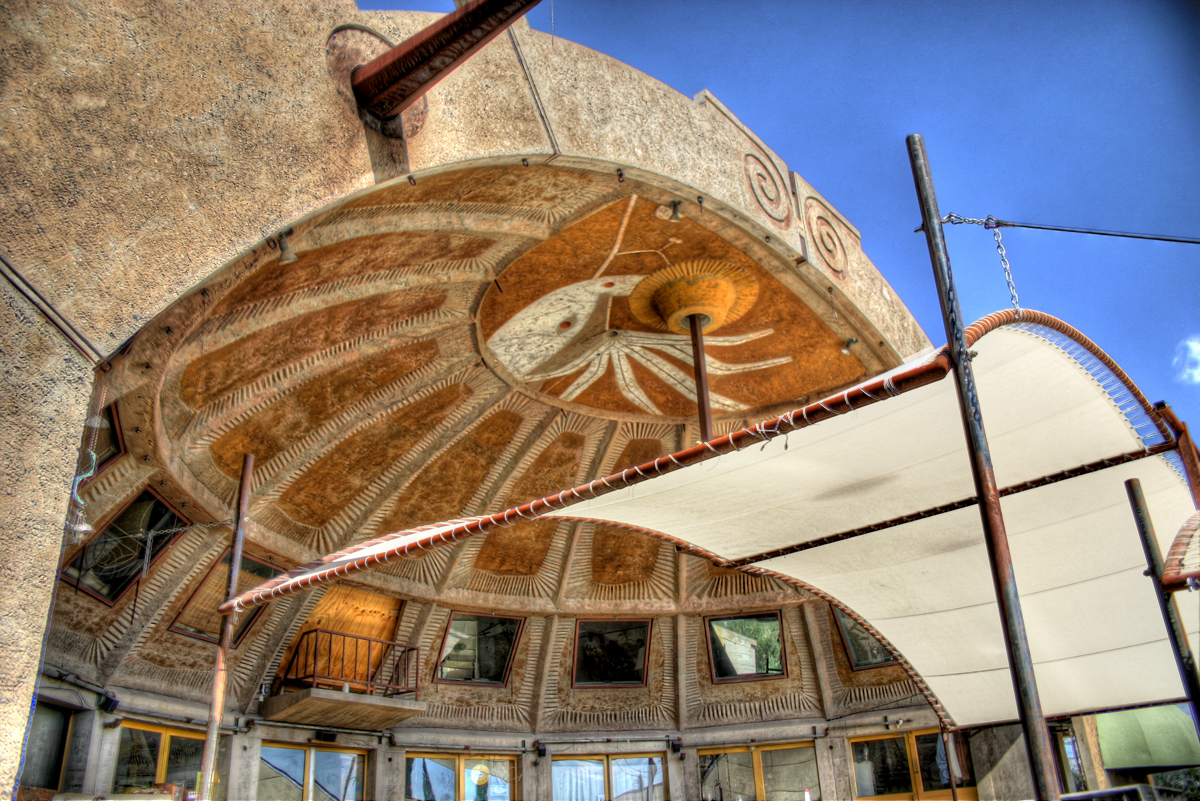

アーコサンティは、非営利団体501（c）3であるCosanti ファンドの支援を受けて運営されています。  財団はPaolo Soleriのアイデアを教えるためのワークショップを開催している。  2012年の時点で、7,000人以上の参加者が5週間のワークショップに参加して建設を支援した。   各ワークショップには、ソレリの経歴と歴史、そしてアークロジーデザインについての彼の概念をカバーするセミナーウィークが含まれている。彼らはアーコサンティのさまざまな部署からの講義を聞き、アーコサンティがどのように機能するのかを見てから、その後数週間かけてこのサイトの優先プロジェクトに取り組んでいる。 
アーコサンティはCosanti Originalsの鐘作り企業の本拠地で、ソレリの彫刻風鈴を販売してより大きな建築プロジェクトを支援している。 

## ドキュメンタリー
製作の6年以上に渡り、パオロ・ソレリの生涯とアーコサンティの誕生についての（2013）長編ドキュメンタリー映画、 『パオロ・ソレリのビジョン：砂漠の預言者』 （2012）は、ジャーナリスト、 モーリー・セーファーとのインタビューを収録ウィル 、建築批評家ポール・ゴールドバーガー 、 キャサリン・ハードウィック 、 ウィル・ブルーダー 、 ジャン=ミシェル・クストー 、建築家スティーブン・ホール 、そしてエリック・ロイド・ライト 。 